# Platja de Barchinas
La Platja del Barcchinas està en el concejo de Valdés, en l'occident del Principat d'Astúries (Espanya) i pertany a la localitat de Caneiru. Forma part de la Costa Occidental d'Astúries i està emmarcada en el Paisatge protegit de la Costa Occidental d'Astúries.

## Descripció
La seva forma és lineal, té una longitud d'uns 300-310 m i una amplària mitjana de 20 m. L'entorn és pràcticament verge i una perillositat mitjana i solament és possible accedir a ella per mar. El jaç està format per palets i afloraments rocosos que unit a la dificultat d'accés fan que sigui molt poc visitada.
Per accedir a aquesta platja cal localitzar el poble més proper que és Busto. Partint del «cap Busto» comença una senda cap a l'occident. Cal caminar uns dos km cal girar a l'esquerra si bé hi ha diversos camins que condueixen a la part superior dels penya-segats. Els visitants més habituals són els pescadors que accedeixen a ella descendint a través de prats per la part occidental. La platja manca de qualsevol servei i les activitats més recomanades són la pesca esportiva a canya i la submarina. Es recomana prendre grans precaucions en apropar-se a la vora del penya-segat doncs la mala herba ho encobreix en molts llocs.